# 卡拉库迪
卡拉库迪（Kallakudi），是印度泰米尔纳德邦Tiruchirappalli县的一个城镇。总人口11625（2001年）。

## 人口
该地2001年总人口11625人，其中男性5813人，女性5812人；0—6岁人口1284人，其中男662人，女622人；识字率83.27%，其中男性为86.08%，女性为80.45%。